# Hiato (televisão)
O termo hiato (em inglês: hiatus) é usado no meio televisivo, na internet e afins, quando há uma quebra na grade de programação ou uma interrupção no funcionamento de sites. Ocorre, por exemplo, em programas de TV que são semanais, saem do ar por um período de tempo e retornam a serem exibidos posteriormente.
O hiato pode ocorrer durante a exibição de uma temporada ou entre o fim de uma e o início de outra. Artistas da música também costumam a fazer um hiato entre o lançamento de álbum e outro. Isto também acontece, geralmente, em seriados e desenhos. O mesmo ocorre com publicações das mais diversas sazonalidades, como por exemplo nos mangás japoneses.
Durante a exibição de grandes eventos esportivos, diversas séries acabam entrando em estado de hiato (voltando após a finalização de tais competências desportivas). Um exemplo disto vem dos Estados Unidos quando, em 2017, o andamento dos playoffs da Major League de Baseball fez com que a série Star Wars Rebels ficasse neste estado por um mês. Animações e seriados japoneses também ficam em tal estado, quando das transmissões de eventos como os Jogos Olímpicos de Inverno.
É muito comum em Mangás.

## Ligação externa
- Séries em estado de pausa (hiato) no site epguides (em inglês)